# Uato-Lari (Verwaltungsamt)
| \| \| |
|       |

|  |

Uato-Lari (Watu-Lari, Watulari, Hato-Lari, Uatolari, Uatolári, Uatulari, Uatu-Lari) ist ein osttimoresisches Verwaltungsamt (portugiesisch Posto Administrativo) in der Gemeinde Viqueque.

## Geographie

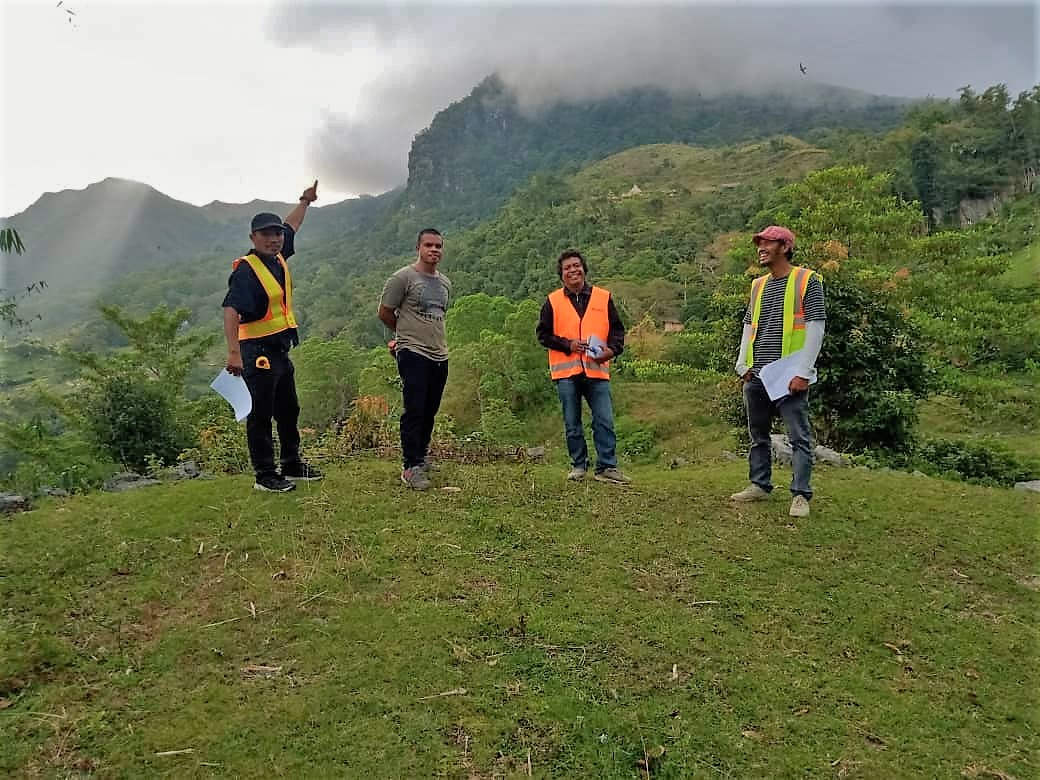
Blick von Afaloicai in Richtung des Matebian

Das Verwaltungsamt Uato-Lari liegt im Osten der Gemeinde Viqueque an der Timorsee. Im Westen grenzt es an die Verwaltungsämter Viqueque und Ossu, im Norden an die Gemeinde Baucau und im Osten an das Verwaltungsamt Uatucarbau. Der Fluss Bebui fließt durch das Verwaltungsamt, bevor er bei Uaitame in die Timorsee mündet. Uato-Lari liegt südlich des Matebians und weiterer östlich gelegener Berge, die sich in ein fruchtbares Hügelland in eine breite Küstenebene ausdehnen. Noch bis in die 1960er Jahre hinein lebte die einheimische Bevölkerung nur in den Hügeln, um der Malaria in der teils sumpfigen Ebene zu entgehen.
Bis 2014 wurden die Verwaltungsämter noch als Subdistrikte bezeichnet. Vor der Gebietsreform 2015 hatte Uato-Lari eine Fläche von 294,13 km². Nun sind es 287,94 km².
Uato-Lari teilt sich in acht Sucos: Afaloicai, Babulo (Babolu), Macadique de Baixo, Macadique de Cima, Macadique Uaitame (die drei Sucos wurden am 1. Oktober 2023 aus dem Suco Macadique gebildet), Matahoi (Mata Ohi), Uaitame und Vessoru.
Der Verwaltungssitz befindet sich seit der indonesischen Besatzungszeit in Matahoi im Ort Uato-Lari. Davor war er seit der ersten Hälfte des 20. Jahrhunderts in  Uato-Lari (auch Uato-Lari Leten) im Suco Babulo.

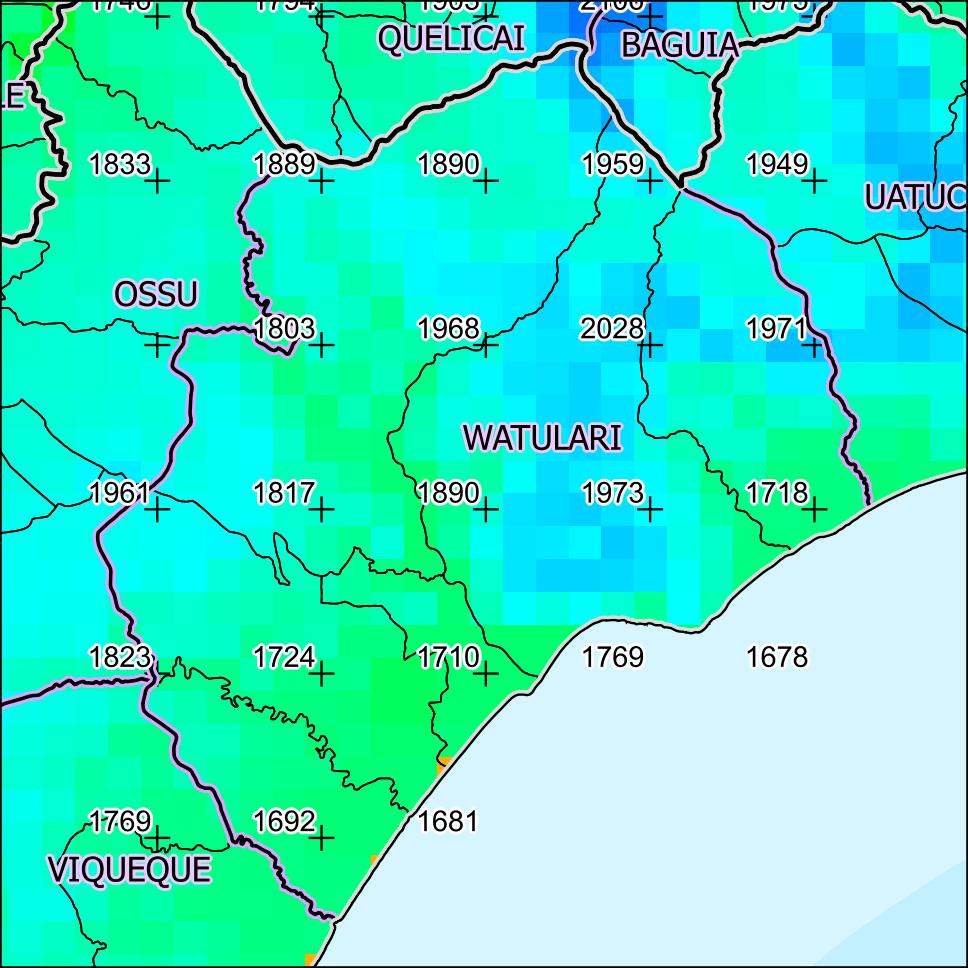
Jährliche Niederschlagsmenge (2000)
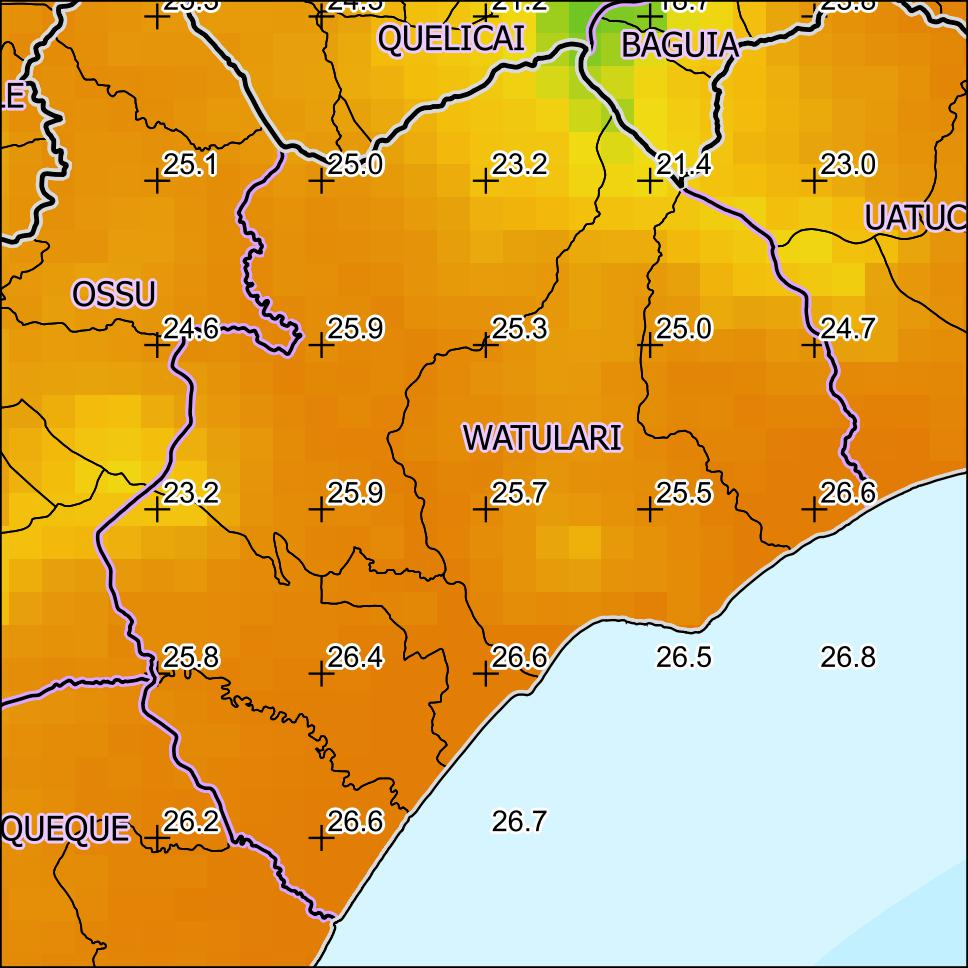
Jahresdurchschnitts-temperatur (2000)
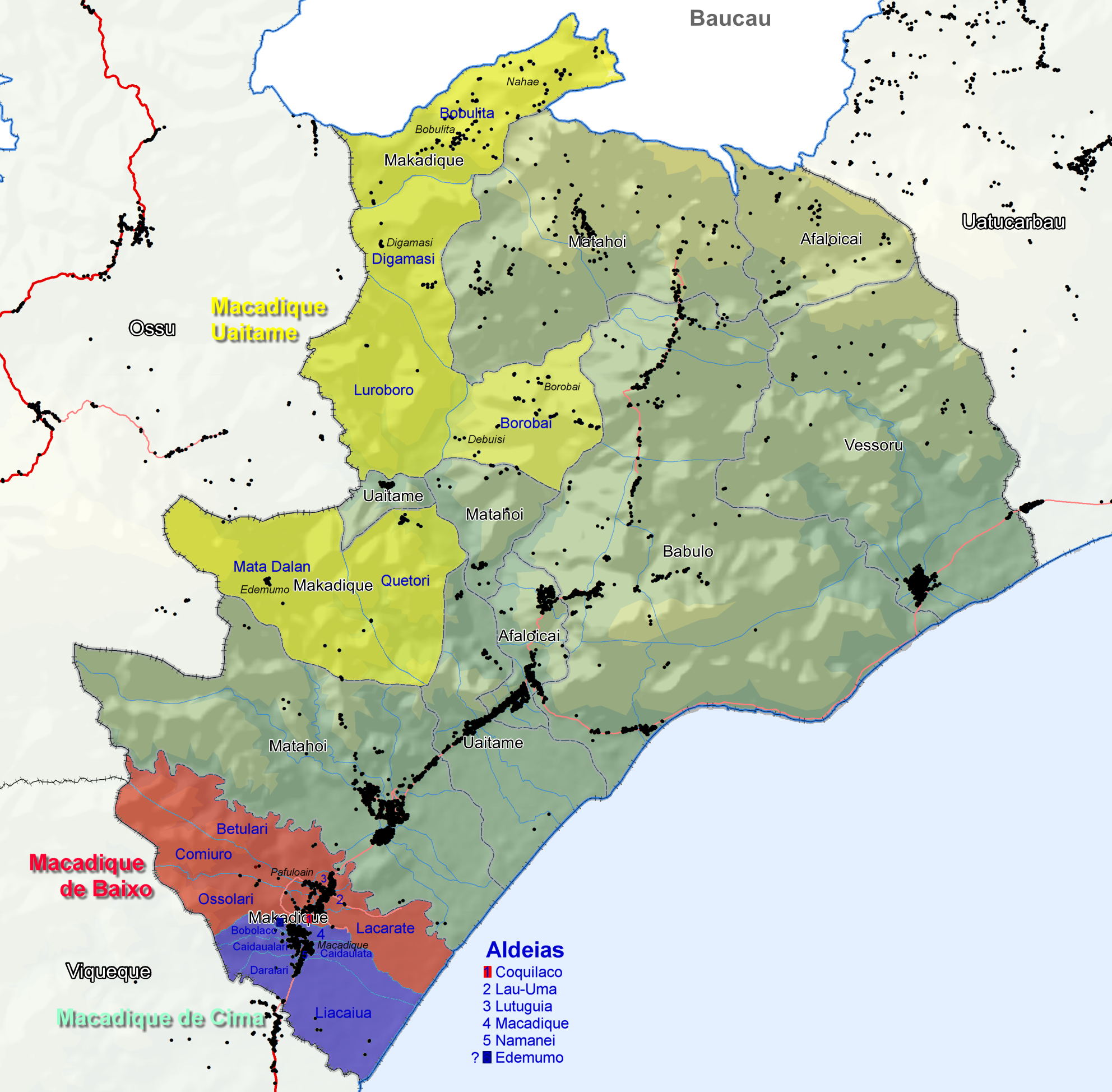
Teilung des Sucos Macadique (2023)

## Einwohner

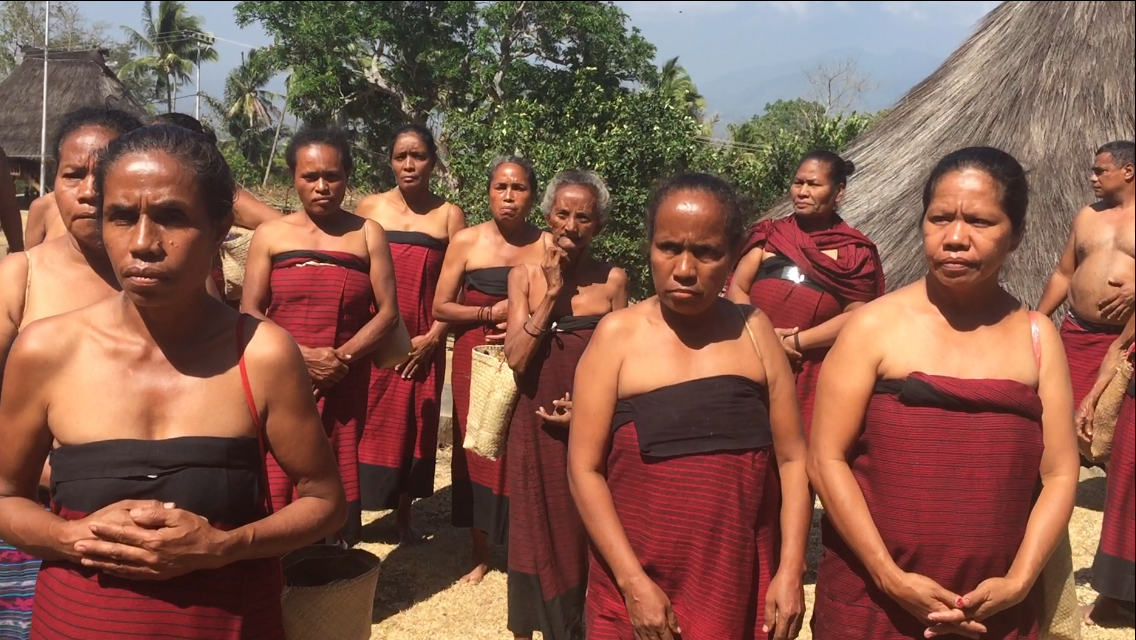
Frauen aus Babulo beim Baha-Liurai-Fest in traditionelle Tais gekleidet

Uato-Lari hat 18.459 Einwohner (2022), davon sind 9.154 Männer und 9.305 Frauen. Im Verwaltungsamt gibt es 4.072 Haushalte. Die größte Sprachgruppe bilden die Sprecher der Nationalsprache Makasae. Um den Ort Uato-Lari herum wird Naueti gesprochen, das zu den Kawaimina-Sprachen gehört. Der Altersdurchschnitt beträgt 18,2 Jahre (2010, 2004: 19,4 Jahre). Sowohl Naueti als auch die im Laufe der Zeit friedlich aus dem zentralen Bergland eingewanderten Makasae folgen demselben System der Bündnisbildung durch Heiraten. So gibt es eine gewisse Durchmischung der beiden Ethnien, in manchen Dörfern werden Naueti und Makasae gleichzeitig als Muttersprachen verwendet.

## Geschichte
Die Portugiesen bauten erst im 20. Jahrhundert eine dauerhafte Präsenz in der Region auf. Von der lokalen vorkolonialen Geschichte gibt es nur mündliche Überlieferungen. Demnach war das Reich von Babulo der Naueti die dominierende Macht. Es stand im Konflikt mit dem Reich von Builo. Die portugiesische Kolonialmacht entsandte schließlich Mitte der 1910er Jahre Tomas dos Reis Amaral, einen Abkömmling der Herrscherfamilie von Luca als Herrscher von Uaitame und Vessoru und setzte ihn als Administrator von Uato-Lari hierarchisch über den Herrscher von Babulo. Der Herrscher aus Luca sorgte für eine Beendigung des Konflikts. Weitere Makasae wanderten in mehreren Wellen ab den 1930er Jahren in Uato-Lari und Uatucarbau ein. Entsprechend leben Nachkommen von Makasae-Einwanderern aus Luca an der Küste westlich und östlich der Naueti-Zentren Babulos und Vessorus.
Seit 1942/1945 ist die Region immer wieder ein Ort der Unruhen und gewalttätiger Ausschreitungen (1959, 1975, 1999, 2006, 2007). Vordergründig geht es um politische Auseinandersetzungen, über die Jahrzehnte hat sich der Konflikt allerdings selbständig gemacht und wird durch generationenalte Feindschaften verkompliziert. Bisher scheiterten Landesregierung und kommunale Führung daran, im Konflikt zu vermitteln.
Als die Japaner 1943 die Region besetzten, war die koloniale Administration noch jung und die Christianisierung noch nicht weit fortgeschritten. Uato-Lari litt unter den Folgen der Kämpfe zwischen japanischer Armee und australischen Guerilla-Einheiten im Berg- und Hügelland. Die Japaner forderten Unterstützung durch die einheimischen Führer ein und zwangen ganze Dörfer zum Beispiel zum Straßenbau. Andere unterstützten die alliierten Soldaten, so dass Animositäten zwischen den Clans entstanden, die noch Jahrzehnte später zu spüren sind. Nach Ende des Krieges bestraften die Portugiesen hart „Kollaboration“ mit den Japanern, was unter einigen lokalen Adligen zu Groll gegen die Kolonialverwaltung führte.
1959 war Uato-Lari der Ausgangspunkt für die Viqueque-Rebellion, eine der letzten großen Rebellionen gegen die portugiesische Kolonialherrschaft, die sich schnell auf die benachbarten Gebiete ausdehnte. Nachdem die Rebellen in Baguia geschlagen wurden, zogen sie sich nach Uato-Lari und Uatucarbau zurück. Hier wurden sie von portugiesischen Hilfstruppen aus benachbarten Regionen endgültig besiegt. Sieben Rebellen wurden am 17. Juni am Fluss Bebui hingerichtet, die Rädelsführer bis 1968 nach Afrika verbannt. Geschürt worden war die Rebellion durch Indonesier, die in Portugiesisch-Timor Asyl gefunden hatten und dann in Uato-Lari angesiedelt worden waren. Ob es sich bei ihnen um indonesische Separatisten oder Agenten handelte, ist nicht gesichert geklärt. Nach der Viqueque-Rebellion verloren viele Naueti Land und Vieh. Die portugiesische Verwaltung gab es an loyale Timoresen, die hauptsächlich der Ethnie der Makasae angehörten.
Uato-Lari war ein Rückzugsgebiet der FALINTIL, die ab 1975 gegen die indonesischen Invasoren kämpfte. Hier gründete sie eine Base de apoio, eine Widerstandsbasis, die Zuflucht für Flüchtlinge aus Ossu, Viqueque, Uato-Lari und Uatucarbau bot. Später wurde die Basis von den Indonesiern zerstört. Ende 1976 begannen die Indonesier von Beaco aus auch in Uato-Lari einzudringen.

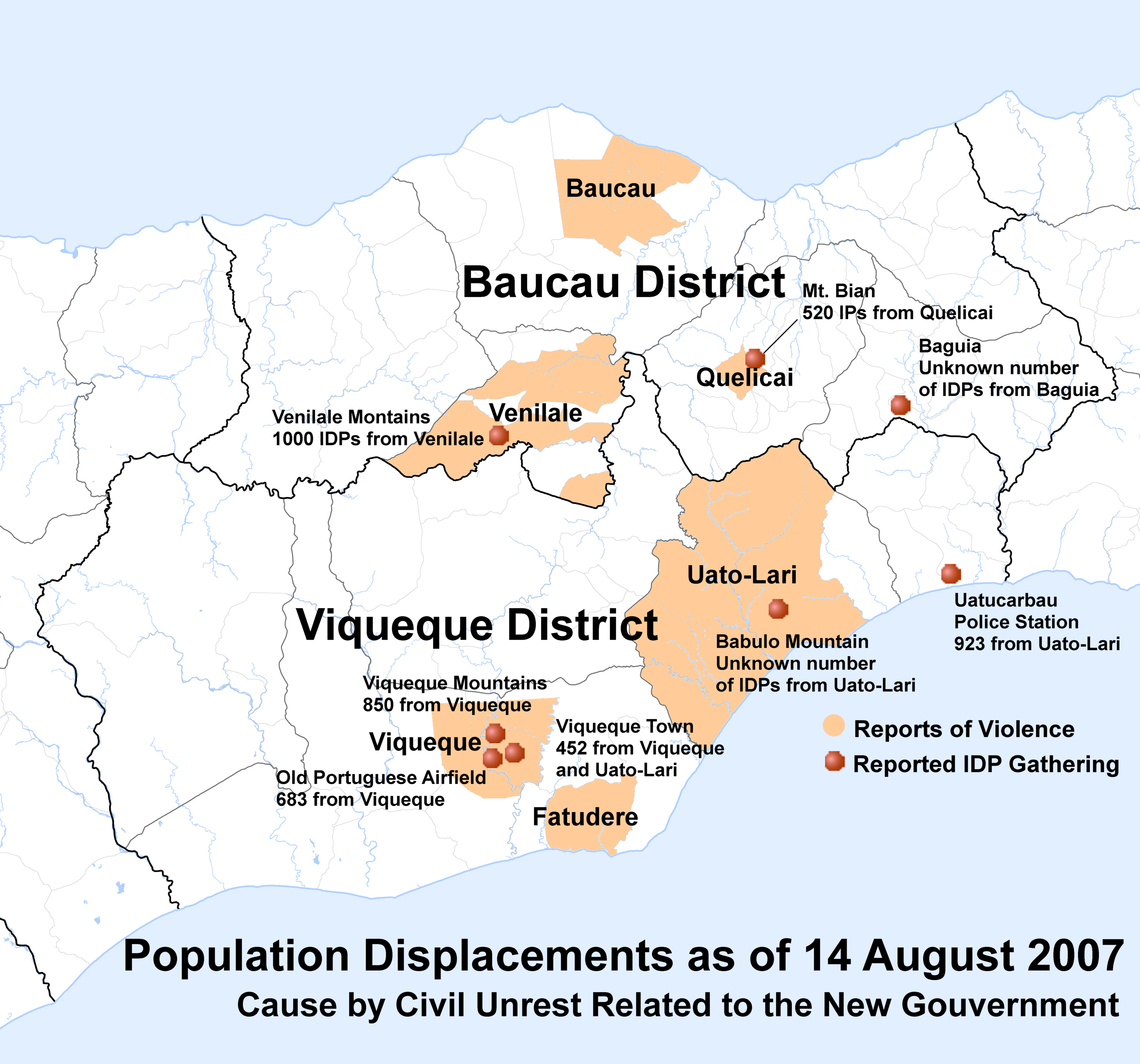
Flüchtlinge in Osttimor nach der Parlamentswahl 2007.

Zwischen 1976 und 1979 kam es zu massiven Zwangsumsiedlungen in Uato-Lari. Nach der Vernichtung der letzten Widerstandsbasis der FALINTIL am Matebian im November 1978 wurden im Ort Uato-Lari jene interniert, die sich den indonesischen Besatzern dort ergeben hatten. Jeden Tag starben hier Menschen. Zwei Wochen später wurden die Internierten zu Fuß oder mit dem Lastwagen nach Viqueque verlegt. Weitere Umsiedlungslager gab es Ende 1979 noch in Afaloicai (Suco Babulo) und Vessoru. Zwischen November 1978 und März 1979 wurden in der Internierung in Uato-Lari mindestens 140 Personen ermordet beziehungsweise verschwanden. Die meisten Hinrichtungen fanden im März/April 1979 an verschiedenen Orten in Uato-Lari statt. Durch die Internierten und Flüchtlinge stieg die Zahl der Einwohner Uato-Laris zwischen 1970 und 1980 von 13.911 auf 14.683 um 5,5 %. 1981 wurden mehrere hundert Familien aus Uato-Lari und anderen Teilen Viqueques nach Atauro deportiert. Viele von ihnen starben dort, bis das Rote Kreuz 1982 begann Hilfe zu leisten. 1985/86 durften die Deportierten nach Timor zurückkehren.
Während der indonesischen Besatzung wurde ein großer Teil dieser Zwangsenteignungen aus der Zeit nach der Viqueque-Rebellion rückgängig gemacht, so dass die Naueti als Profiteure der Okkupation galten. Im Unabhängigkeitsreferendum in Osttimor 1999 unterstützten viele ehemalige Rebellen und ihre Familien die Autonomielösung innerhalb des indonesischen Staates. Nach der Entscheidung für die Unabhängigkeit zogen viele von ihnen ins indonesische Westtimor. Mit Abzug der Indonesier brachen die ethnischen Konflikte zwischen den Einwohnern in Uato-Lari wieder hervor. Dörfer, die die Unabhängigkeitsbewegung unterstützten (zumeist Makasae aus Macadique und Matahoi), forderten Land und Eigentum zurück, das Naueti während der indonesischen Besatzung erhalten hatten. Die UNTAET versuchte mit einem „Mediation Council“ ab Juni 2000 den Konflikt zu lösen, aber man kam mit den 130 registrierten Streitfällen nur langsam voran. Ende Oktober 2002 brach Gewalt zwischen den Gruppen aus. Vieh wurde gestohlen. Auch weitere Vermittlungsversuche durch die osttimoresische Regierung, Parlamentarier und verschiedene UN-Missionen blieben wenig erfolgreich.
Im Wahlkampf für die Präsidentschaftswahlen und Parlamentswahlen in Osttimor 2007 eskalierte die Gewalt erneut. Ende März kam es zu Zusammenstößen zwischen FRETILIN-Anhängern, die hauptsächlich zu den Makasae gehörten, und Unterstützern des späteren Präsidenten José Ramos-Horta und des späteren Premierministers Xanana Gusmão. Ab Mitte April nahm die Gewalt weiter zu und mehrere hundert Bewohner der Naueti-Dörfer Vessoru, Babulo, Afaloicai und Kadilale (Uatucarbau) flohen in die Hügel. Mehrere FRETILIN-Anhänger wurden daraufhin verhaftet. Nach dem Amtsantritt Gusmãos als neuer Premierminister kam es in der zweiten Augustwoche erneut zu Unruhen durch Anhänger der unterlegenen FRETILIN. 200 Häuser wurden niedergebrannt. Eine unbekannte Anzahl von Menschen floh aus ihren Häusern zum Berg Babulo. Über 900 Einwohner Uato-Laris, zumeist Naueti, flohen nach Uatucarbau, andere in die Stadt Viqueque. Der ehemalige FRETILIN-Premierminister Marí Alkatiri sah im Konflikt zwischen Makasae und Naueti die wahre Ursache der Unruhen.
Nach einer weiteren Gewaltwelle im Januar 2009 wurde am 28. Februar ein Nahe biti in der Stadt Viqueque abgehalten, ein traditionelles Treffen, um die Spannungen zu reduzieren und Flüchtlinge zu reintegrieren.

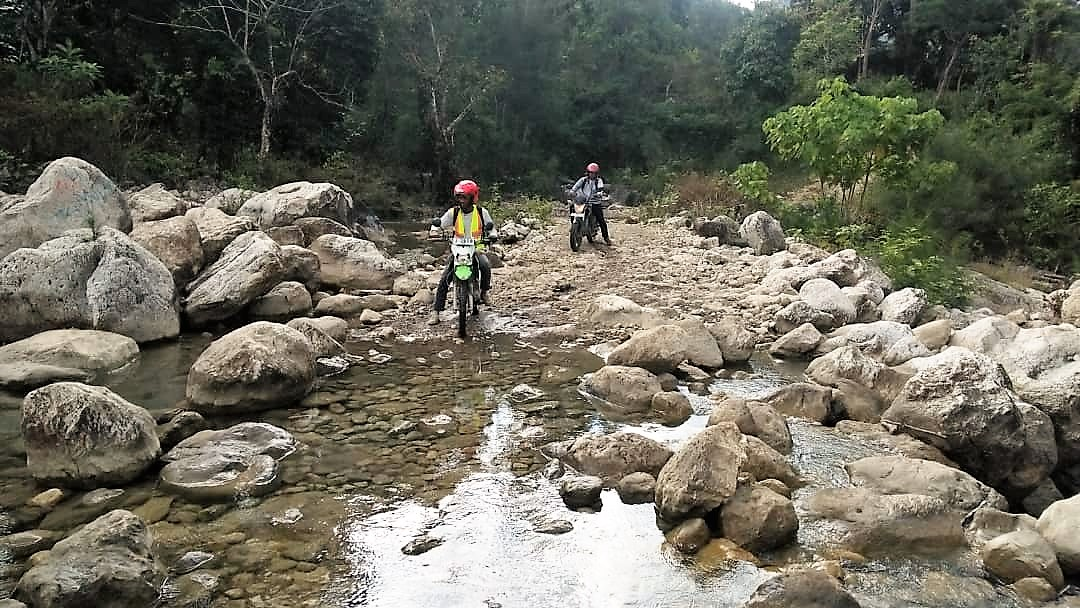
Im Suco Afaloicai

Anfang Juli 2010 wurden 95 Häuser im Dorf Aliambata (Suco Babulo) durch Überflutungen zerstört. Chefe de Suco Costodio Silveiro Fernandes forderte die Regierung auf, für eine Umsiedlung der Betroffenen zu sorgen.
Nach den Präsidentschaftswahlen in Osttimor 2012 wurde ein Haus in Uato-Lari niedergebrannt und ein Polizeiwagen in Macadique mit Steinen beworfen. Am 10. Unabhängigkeitstag, am 20. Mai, wurden die Feiernden überfallen. Ein 20-Jähriger wurde getötet und sieben Häuser niedergebrannt. Vier Verdächtige wurden festgenommen. Nach den Parlamentswahlen 2012 kam es zunächst in Dili zu Ausschreitungen, bei denen ein Student aus Uato-Lari von einem Polizisten erschossen wurde. Als sein Leichnam in seine Heimat gebracht wurde, wurde die Polizeistation in Uato-Lari angegriffen und vier Polizeiwagen verbrannt.
Am 27. April 2023 kam es während des Wahlkampfes für die Parlamentswahlen 2023 erneut zu Ausschreitungen zwischen den Anhängern verschiedener Parteien. In Daco Ate (Suco Afaloicai) wurden dabei sieben Häuser beschädigt und 16 Personen verletzt, zwei davon mussten nach Steinwürfen in Viqueque behandelt werden. Polizei und Soldaten sorgten wieder für Ruhe und Ordnung und konnten zwei Tatverdächtige ermitteln.

## Politik

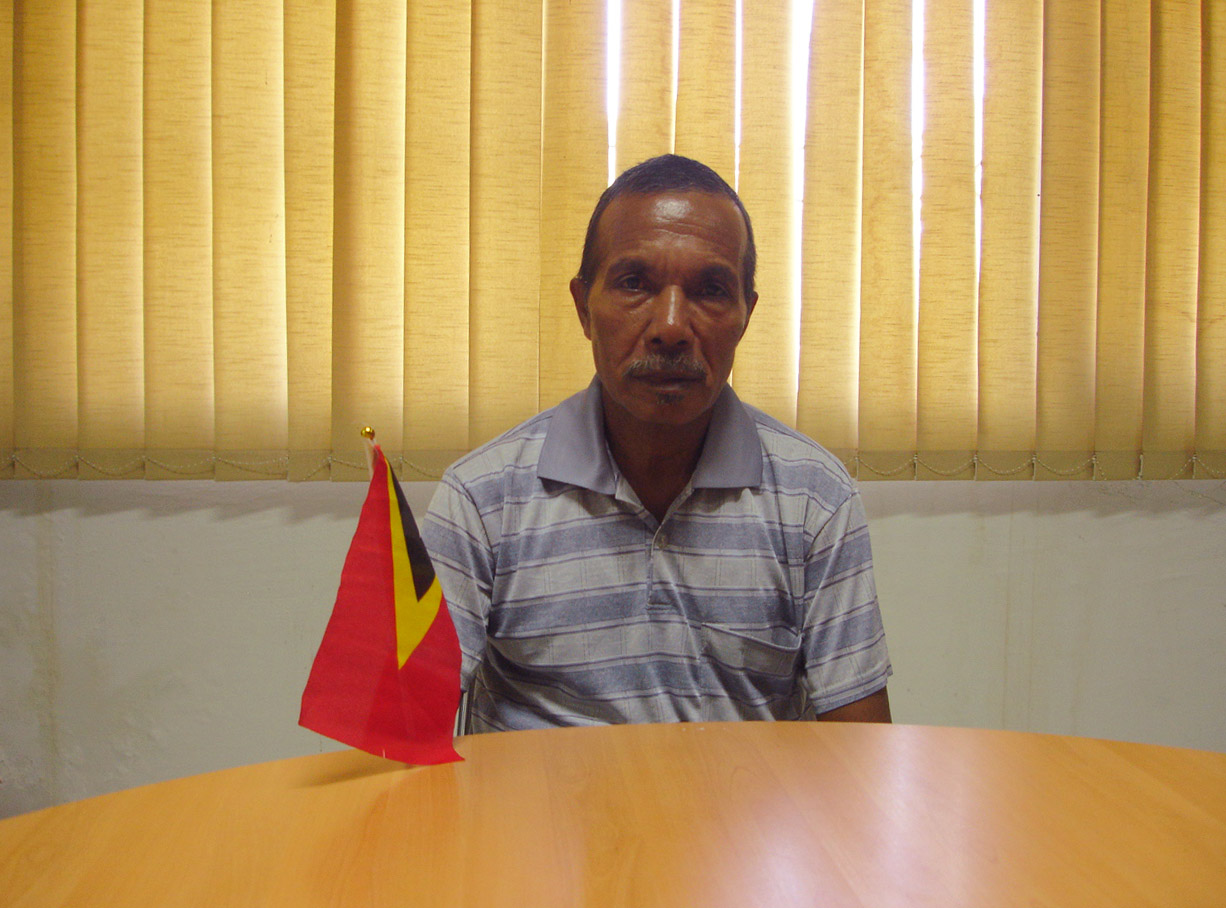
Administrator Anacleto Doutel Sarmento (2013)

Administratoren des Verwaltungsamts werden seit der Kolonialzeit von der jeweiligen Zentralregierung ernannt. Unter portugiesischer Herrschaft war 1959 der Mestize Eduardo Caeiro Rodrigues Administrator von Uato-Lari und etwa um 1970 Albino dos Santos Brendão. Während der indonesischen Besatzungszeit war Jaime Oliveira um 1990 Administrator (Camat).
Im unabhängigen Osttimor hatte 2013 Anacleto Doutel Sarmento das Amt inne, 2015/2016 Tomás Soares da Silva. 2021 wurde Manuel do Rosario zum Administrator ernannt und am 21. März 2024 Jorge Ribeiro.

## Wirtschaft
52 % der Haushalte besitzen Kokosnusspalmen, 59 % bauen Maniok an, 58 % Mais, 49 % Reis, 44 % Gemüse und 9 % Kaffee.

## Persönlichkeiten
- Horácio de Almeida (* 1975), Jurist und Menschenrechtsaktivist
- José Gusmão (1955–2022), Unabhängigkeitskämpfer
- Eurico Guterres (* 1971), pro-indonesischer Milizenführer
- José Luís Guterres (* 1954), Politiker[36]
- Dário Madeira (* 1978), Politiker
- João Mariano Saldanha (* 1963), Politiker und Universitätsdirektor
- Estanislau de Sousa Saldanha (* 1964), Verleger und Hochschullehrer
- António Soares da Silva Mau Kalo (1962–2024), Freiheitskämpfer und Offizier
- Mariquita Soares (* 1974), Politikerin
- Américo Ximenes (* 1953), Freiheitskämpfer und Offizier